# Michael Zehaf-Bibeau
Michael Zehaf-Bibeau (* 16. Oktober 1982 in Québec als Michael Joseph Hall; † 22. Oktober 2014 in Ottawa) war ein kanadischer Attentäter. Zehaf-Bibeau erschoss am 22. Oktober 2014 einen Soldaten der Canadian Army am Nationalen Kriegerdenkmal in Ottawa und lieferte sich dann eine Schießerei im Parlamentsgebäude Kanadas.

## Leben
Michael Zehaf-Bibeau wurde als Sohn eines Geschäftsmannes geboren. Seine Mutter arbeitete bei der Einwanderer- und Flüchtlingsbehörde. Er änderte seinen Geburtsnamen nach der Konversion zum Muslim in Michael Joseph Paul Zehaf Bibeau.
Zehaf-Bibeau stammt aus der Provinz Québec und wuchs in Ottawa und Montreal auf. Einige Zeit soll er in Libyen gelebt haben. Er arbeitete unter anderem in Bergwerken.
2003 wurde er wegen Waffenbesitzes und Raubes zu einer zweijährigen Freiheitsstrafe verurteilt. 2004 soll er wegen Drogenbesitzes zu einer Haftstrafe von 60 Tagen und 2011 wegen Nötigung zu einer Haft von einem Tag verurteilt worden sein.
Kurz vor dem Attentat in Ottawa trat er zum Islam über. Zehaf-Bibeau war von den kanadischen Sicherheitsbehörden als „Reisender mit hohem Sicherheitsrisiko“ eingestuft worden und sein Reisepass soll eingezogen worden sein.
Ein Bekannter äußerte gegenüber den Medien, Michael Zehaf-Bibeau habe zwar keinen extremistischen Eindruck gemacht, habe aber davon gesprochen, dass der Teufel hinter ihm her sei. Er sei wegen exzentrischen Auftretens in einer Moschee auch schon mit dem dortigen Geistlichen aneinandergeraten. Laut einem Anwalt sei Zehaf-Bibeau in einem Krankenhaus bereits auf seinen psychologischen Zustand hin untersucht und als geistig gesund eingestuft worden.

## Attentat
Kurz vor 10 Uhr Ortszeit näherte er sich mit einem Gewehr dem Denkmal und schoss viermal auf einen der unbewaffneten Wachsoldaten. Dann begab er sich zum Parlamentsgebäude und konnte den dortigen Sicherheitsdienst zunächst überrumpeln. Bei der Tat soll er schwarz gekleidet und mit einem Schal maskiert gewesen sein. Es kam zu einer Schießerei im Parlament, bei der er getötet wurde. Um 10:21 wurde per Twitter gemeldet, dass er tot sei. Es war der Sicherheitschef des Parlamentes Sergeant-at-Arms Kevin Vickers, der die tödlichen Schüsse abgegeben hatte.
Wegen des Verdachtes, dass es mehrere Täter gewesen sein könnten, wurde das Zentrum Ottawas abgesperrt. Einwohnern wurde geraten die Innenstadt zu meiden oder in den Häusern zu bleiben und sich von Fenstern fernzuhalten. Nach dem Attentat verhängte Absperrungen in Ottawa wurden gegen Abend des Tattages, mit Ausnahme derartiger Maßnahmen im Parlamentsbezirk, aufgehoben. Kanada erhöhte die Sicherheitsstufe für seine Botschaften, öffentlichen Gebäude und auf Militärbasen.
Der kanadische Premierminister Stephen Harper kündigte an, dass sein Land die Anstrengungen im Kampf gegen Terrorismus als Reaktion auf die Tat verdoppeln würde.